# Vega (Sariego)
Vega es un lugar del concejo asturiano de Sariego (España) y constituye su capital. Se encuentra en la parroquia de Santiago, una de las tres parroquias que componen este pequeño concejo. 
- Datos: Q25412381